# Lorenzo Monaco

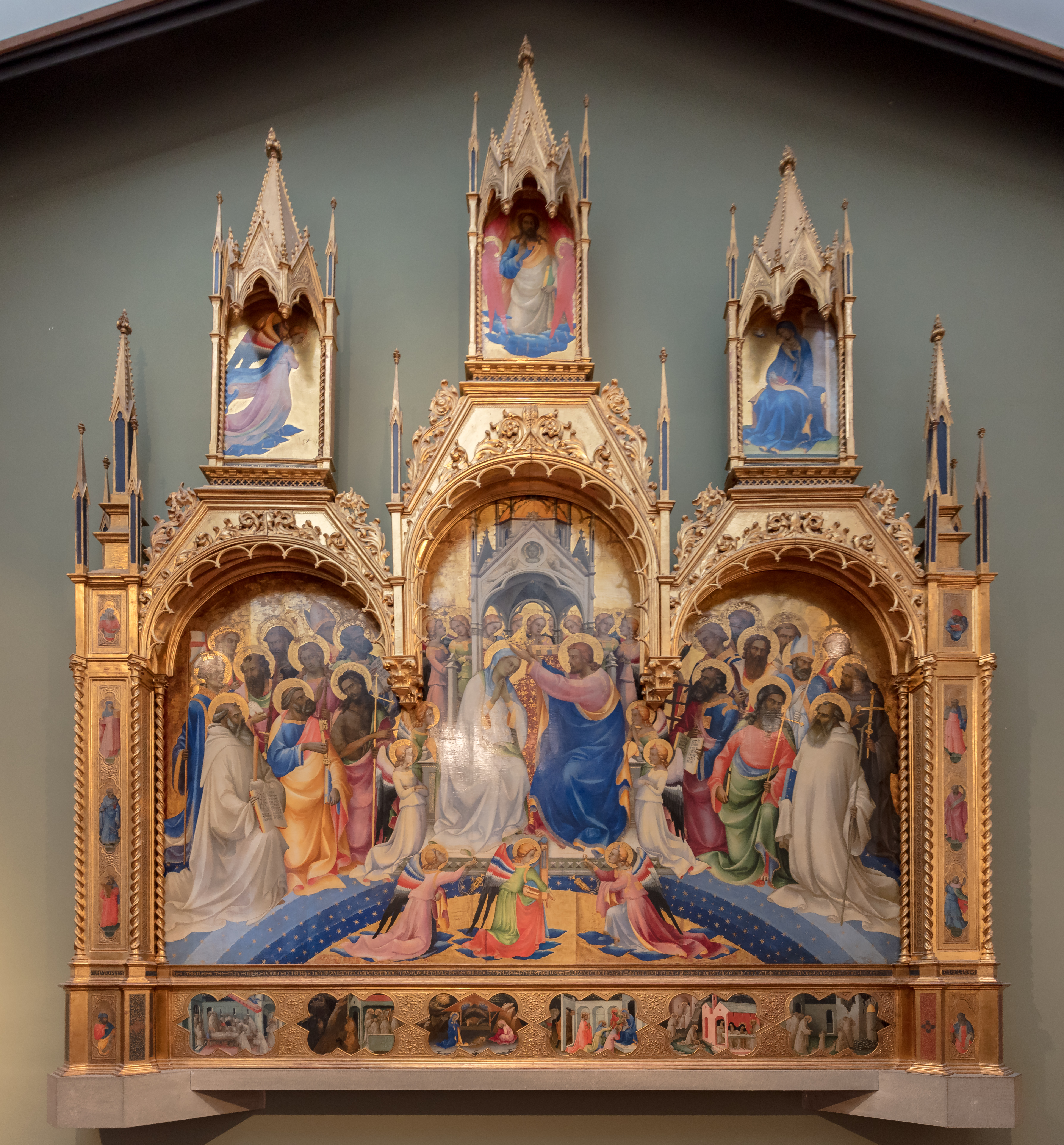
Coronación de la Virgen, obra de 1414 expuesta en la galería Uffizi, Florencia.

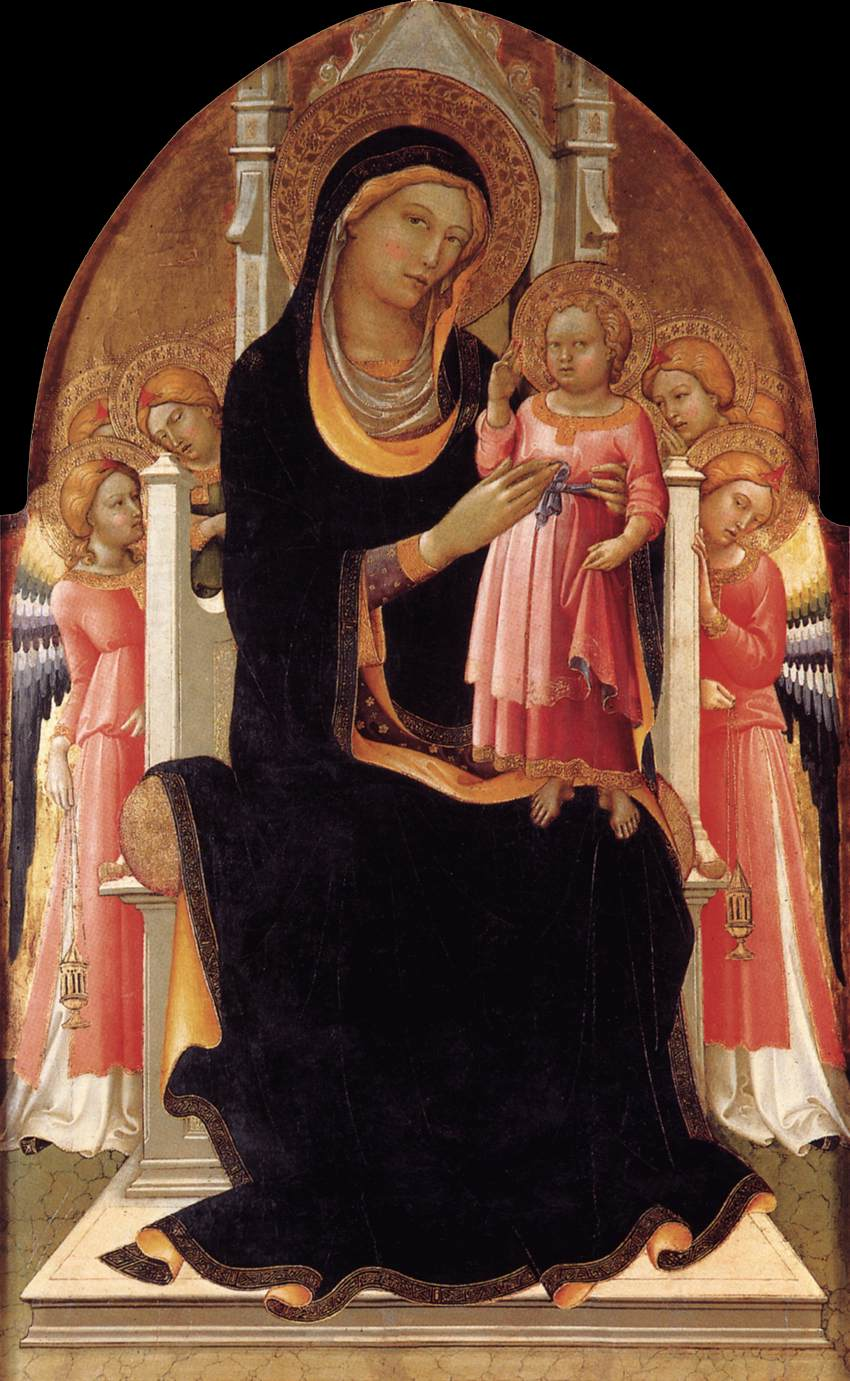
La Virgen y el Niño en el trono con seis ángeles, temple sobre tabla, 147 x 82 cm, Barcelona, MNAC, depósito del Museo Thyssen-Bornemisza.

Lorenzo Monaco (Siena, h. 1365-Florencia, 1426), nacido con el nombre de Piero di Giovanni, fue un pintor y miniaturista italiano documentado en Florencia entre 1387 y 1426.
Entró en el monasterio de la orden de los camaldulenses de Santa Maria degli Angeli en Florencia en 1391, donde trabajó como miniaturista en el scriptorium y como pintor sobre tela, consagrándose en aquel tiempo como uno de los mejores pintores de temática sagrada en Florencia. Pintó de manera más esporádica al fresco y su mayor obra con esta técnica es la decoración de la capilla de la familia Bartolini en la Basílica de la Santa Trinidad (Basilica di Santa Trinita).
En 1404, su estilo se orientó hacia el gótico internacional. En sus numerosos retablos dorados, se encuentra un estilo característico de los movimientos sinuosos de las figuras y los vestidos, de colores brillantes y cromáticamente muy ricos (profusión de oro y azul de lapislázuli), con originales composiciones arquitectónicas.

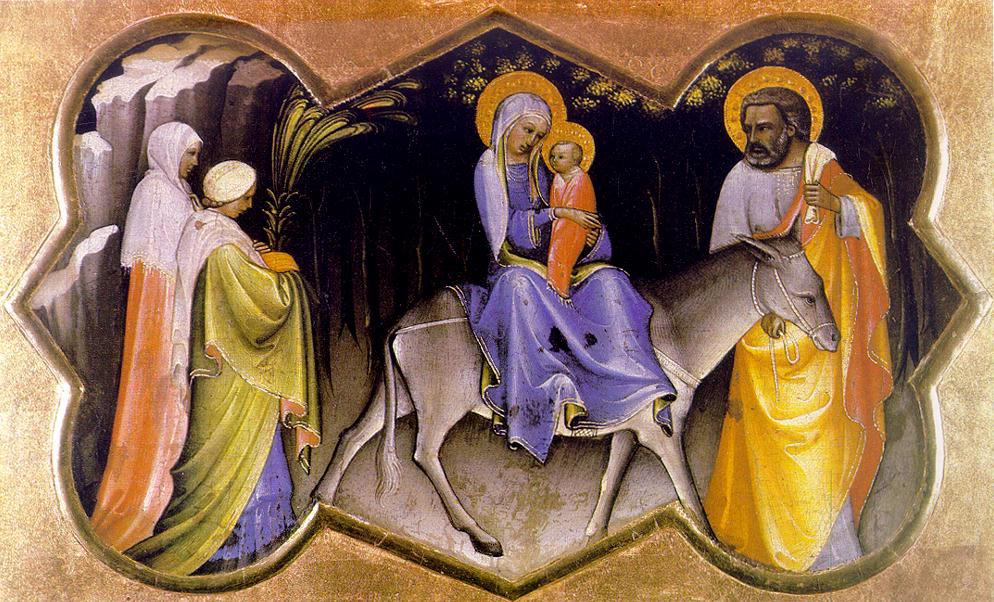
Huida a Egipto, 1405 (Galleria degli Uffizi, Florencia).

A pesar de la reclusión monacal, sus obras muestran un cierto conocimiento de las novedades de la época, de la pintura sienesa y de la pintura nórdica. Aunque natural de Siena, su formación está marcada por la Escuela florentina, en la más pura tradición giotesca y sensible a los trabajos de Spinello Aretino y de Agnolo Gaddi. Sería el último representante importante del estilo giotesco, antes de la revolución del Renacimiento de Fra Angelico (su alumno, que eclipsará al maestro) y Masaccio.
Sus obras se pueden encontrar en los más prestigiosos museos del mundo, con colecciones como los de la Galleria dell'Accademia de Florencia y los de la National Gallery de Londres.
Muchos códices, el soporte dedicado a las miniaturas, se conservan en la Biblioteca Laurenciana.